# Lijst van beschermd erfgoed in Martelange
Onderstaande tabel geeft een overzicht van de beschermde erfgoederen in de gemeente Martelange. Het beschermd erfgoed maakt deel uit van het cultureel erfgoed in België.
| Object                                                                                      | Bouwjaar/architect | Deelgemeente | Adres | Coördinaten                   | Nummer?                | Afbeelding |
| ------------------------------------------------------------------------------------------- | ------------------ | ------------ | ----- | ----------------------------- | ---------------------- | ---------- |
| Kreupelhout, "in der Wolsch"                                                                |                    |              |       | 49° 51' 11" NB, 5° 44' 38" OL | 81013-CLT-0001-01 Info |            |
| Wasplaats, Grand'Rue                                                                        |                    |              |       | 49° 49' 51" NB, 5° 44' 17" OL | 81013-CLT-0002-01 Info |            |
| Totaliteit van de kapel Sint-Joseph de Grumelange: interieur en exterieur, beschermingszone |                    |              |       | 49° 50' 47" NB, 5° 45' 18" OL | 81013-CLT-0003-01 Info |            |